# 赫列夏特伊农村居民点
赫列夏特伊农村居民点（俄语：Хрещатовское сельское поселение）是俄罗斯联邦别尔哥罗德州阿列克谢耶夫卡区所属的一个农村居民点。其下辖有9个居民点，行政中心为赫列夏特伊。据2016年统计，该农村居民点的人口为1047人。